# AT5
AT5 steht für Amstel Televisie 5 und ist ein lokaler Fernsehsender aus Amsterdam. Zusammen mit SALTO,  FunX Amsterdam und der Concertzender ist er Teil des Publieke Omroep Amsterdam (POA).
Der Sender wurde am 1. April 1992 gegründet und Anfang 2012 AT5 von Het Parool, RTV Noord und dem AVRO übernommen.
AT5 kann landesweit über Kabel, DSL und Glasfaser empfangen werden. Außerdem ist der Sender über das DVB-T, über Satellit und im Internet zu sehen.

## Sendungen

### AT5 Nieuws
Das Hauptprogramm sind die AT5-Nachrichten (niederländisch: Nieuws), die auch Kurznachrichten enthalten. Sie dauern etwa 10 Minuten, werden um 17:30 Uhr ausgestrahlt und ab 19.00 Uhr beständig wiederholt, es sei denn, es gibt eine Live-Sendung. Sie wird auch nachts und am nächsten Tag meist zur vollen Stunde wiederholt. Der Wetterbericht wird von einem Passanten moderiert.
Am 8. Juni 2012 gewann AT5 den  „Local Omroep Award“ in der Kategorie Nachrichten und Zeitgeschehen. Der Preis wurde jedes Jahr von der Organisatie van Lokale Omroepen in Nederland (Organisation der lokalen Rundfunkanstalten in den Niederlanden, OLON) verliehen.  Zwei Moderatoren von AT5 gewannen 2011 bzw. 2010 in der Kategorie Moderationstalent. Am 9. Juni 2016 gewann AT5 bei den Best Social Awards den Preis der Jury in der Kategorie Best Brand 2016.

### Weitere Sendungen
- Amsterdam Vandaag, Reportagen aus Amsterdam.[2]

- De Straten van Amsterdam, Sendung über Amsterdamer Bürger und die Geschichte der Straße, in der sie leben.[3]

- Bureau 020, Eine Sendung zur Verbrechensaufklärung in Zusammenarbeit mit der Polizei und der Staatsanwaltschaft.[4]

- OBA Live, Magazin um Literatur und Politik, untermalt von Live-Musik.

- Het Gesprek met de Burgemeester, im zweiwöchigen Abstand wird mit dem Bürgermeister der Stadt Amsterdam ein Interview geführt.

- De Zwoele Stad (Die schwüle Stadt), eine sommerliche Talkshow an verschiedenen Orten der Stadt mit wechselnden Moderatoren und meisten zwei Gästen.

- 750 in 750 Seconden, im Jahr 2025 liegt die Stadtgründung Amsterdams 750 Jahre zurück und das wird gefeiert. In der Sendung berichten die Macher von den Festivitäten und Nachbarschaftsinitiativen in diesem Jahr.

- Gesprek aan de Amstel, der Historiker, Politikwissenschaftler, Journalist und Schriftsteller Kemal Rijken (* 1980) im Gespräch mit prominenten Persönlichkeiten über Amsterdam und seine Umgebung.

Auf der Website sind zudem ausführliche Staumeldungen in und um Amsterdam abzurufen.

## Moderatoren
Viele Menschen, die heute im landesweiten Rundfunk tätig sind, begannen bei AT5. Darunter Saïda Maggé  (heute Nachrichtensprecherin  im NOS) oder Merel Westrik (heute RTL Nederland).

## Finanzierung
Neben den Werbeeinnahmen ist AT5 von Subventionenen der Gemeinde Amsterdam abhängig. AT5 war während seines Bestehens mehrmals wegen fehlender Mittel in den Nachrichten. Im Jahr 2012 wurde AT5 von dem Zeitungshaus Het Parool, dem öffentlich-rechtlichen Regionalsender RTV Noord-Holland und dem öffentlich-rechtlichen Rundfunkanbieter AVRO übernommen.

## Die Ziffer 5 im Sendernamen
Bis 1992 war der Kampf um die Fernbedienungstasten entbrannt. Da AT5 gleich zum Sendestart den VHF-Kanal 5 im Kabelnetz zugewiesen bekam, war die Bewerbung beim Zuschauer ein Versuch, den eigenen Sender unter die Taste 5 zu bringen und damit dem Beispiel der zu Beginn der 1990er Jahre veröffentlichten RTL 4-Werbeaktion „zet’em op 4“ zu folgen. Bis dahin war das französische TV5 die meist logische Wahl. Andere Sender, die um die  „Vorherrschaft“ der Taste 5 buhlten, waren RTL 5 (1993) und Net5 (1999).